# Агропропаганда
Агропропага́нда — пропаганда агрономічних, зоотехнічних, ветеринарних та інженерно-технічних знань в с. г.
Завдання А. — поширення серед колгоспників і працівників радгоспів та РТС с.-г. знань, впровадження в с.-г. виробництво досягнень с.-г. науки і передового досвіду з метою підвищення культури землеробства, збільшення виробництва с.-г. продукції на кожні 100 га с.-г. угідь і зниження її собівартості.

## Форми А
Найважливіші орг. форми А.:
- агрозоотехніч. курси і школи передового досвіду в колгоспах і радгоспах, екскурсії в н.-д. установи і передові господарства, бесіди і лекції на с.-г. теми,
- наради і з'їзди передовиків,
- с.-г. виставки, газети, журнали, с.-г. література,
- радіомовлення і телепередачі на с.-г. теми, с.-г. кінофільми та ін.

В агропропаганді беруть участь наук, працівники, професорсько-викладацький склад навчальних закладів, спеціалісти с. г., майстри с.-г. виробництва, працівники державних с.-г. дослідних станцій. Керують А. в СРСР М-во сільського господарства і місцеві партійні організації.